# Jaime Lannister
Jaime Lannister er en fiktiv person i A Song of Ice and Fire serien af fantasybøgerne af den amerikanske forfatter George R. R. Martin og dets fjernsynsudgave Game of Thrones. Han bliver en prominent point of viewkarakter i bøgernes begyndelse i A Storm of Swords.
Jaime spilles af Nikolaj Coster Waldau i HBO-serien Game of Thrones.